# 住吉浜出入口
住吉浜出入口（すみよしはまでいりぐち）は、兵庫県神戸市東灘区の阪神高速道路5号湾岸線の出入口。天保山方面のみ出入口のあるハーフIC。中島 - 六甲アイランド北間開通時には未供用であったが、1997年に追加設置された。
この出入口からハーバーハイウェイを通って三宮やポートアイランド、神戸空港にもアクセスできる。また、3号神戸線へと乗り継ぐことが可能であり、重要な連絡路の一つとなっている。そのため、本出口を先頭に渋滞がしばしば発生しており、本線にまで渋滞が伸びることもある。

## 道路
- 阪神高速5号湾岸線(5-14)
- ハーバーハイウェイ（六甲アイランド方面とは未接続）

### 乗り継ぎ
当出入口と3号神戸線の摩耶出入口・京橋出入口の間に乗り継ぎ制度が設定されているため、当出口には乗継券発行所が設置されている（ただし、ETC車は自動処理なので乗継券不要）。

## 周辺
- 六甲ライナー南魚崎駅
- 東灘発電所
- 六甲大橋

## 隣
阪神高速5号湾岸線
(5-12,5-13)深江浜出入口 - (5-14)住吉浜出入口 - (5-15)魚崎浜出入口
ハーバーハイウェイ
住吉浜出入口 - 高羽ランプ